# Джон Волтон
Джон Г. Волтон (англ. John H. Walton; нар. 1952) — професор Старого Заповіту у Вітонському коледжі. Він був професором Біблійного інституту Муді упродовж 20 років. Його основні зацікавлення знаходиться у сфері порівняння Старого Заповіту зі Стародавнім Близьким Сходом, зокрема у випадку Книги Буття. Він прихильник такого погляду на створення світу, що резонує з давнім близькосхідним мисленням, і більш пов'язано з храмовою церемонією посвячення, аніж є матеріалом суто космологічного походження. Він використовує ресторан як аналогію, стверджуючи, що ресторан не почне існувати, коли матеріальне будівництво завершено, а лиш коли власник заявляє, що ресторан відкритий і працює.

## Публікації

### Книги
- Walton, John H (1989). Ancient Israelite Literature in its Cultural Context, A Survey of Parallels Between Biblical and Ancient Near Eastern Texts. Grand Rapids, MI: Zondervan.
- Walton, John H; Hill, Andrew H. (1991). A Survey of the Old Testament. Grand Rapids, MI: Zondervan.
- Walton, John H (1994). Covenant: God's Purpose, God's Plan. Harper Collins. ISBN 978-0-3105-7751-5.
- Walton, John H (2001). Genesis. NIV Application Commentary. Grand Rapids, MI: Zondervan.
- Walton, John H (2004). Old Testament Today. Grand Rapids, MI: Zondervan.
- Walton, John H (2006). Essential Bible Companion. Grand Rapids, MI: Zondervan.
- Walton, John H (2006). Ancient Near Eastern Thought and the Old Testament. Grand Rapids, MI: Baker Academic.
- Walton, John H (2008). Jonah. Expositor’s Bible Commentary. Grand Rapids, MI: Zondervan.
- Walton, John H (2009). The Lost World of Genesis One: Ancient Cosmology and the Origins Debate. Downers Grove, IL: IVP.
- Walton, John H (2011). Genesis 1 as Ancient Cosmology. Warsaw, IA: Eisenbrauns.
- Walton, John H (2012). Job. NIV Application Commentary. Grand Rapids, MI: Zondervan.
- Walton, John H; Sandy, D. Brent (2013). The Lost World of Scripture: Ancient Literary Culture and Biblical Authority. Downers Grove, IL: IVP.
- Walton, John H (2015). The Lost World of Adam and Eve: Genesis 2–3 and the Human Origins Debate. Downers Grove, IL: IVP. Архів оригіналу за 23 жовтня 2016. Процитовано 2 березня 2018.
- The Lost World of the Israelite Conquest: Covenant, Retribution, and the Fate of the Canaanites Aug 2017

### Статті та розділи
- ——— (1995). «The Mesopotamian Background of the Tower of Babel Account and Its Implications». Bulletin for Biblical Research. 5: 155—175.
- ——— (2000). «The Anzu Myth as relevant Background for Daniel 7?». In Collins, John; Flint, Peter. The Book of Daniel: Composition and Reception. Vetus Testament Supplement, FIOTL. Brill.
- ——— (2001). «Recovering the Vitality of the Old Testament in Preaching». Preaching Today. 17.
- ——— (2001). «Equilibrium and the Sacred Compass: The Structure of Leviticus». Bulletin for Biblical Research. 11 (2): 1–12.
- ——— (2002). «Inspired Subjectivity and Hermeneutical Objectivity». The Master's Seminary Journal. 13 (1): 65–77.
- ——— (2003). «The Imagery of the Substitute King Ritual in Isaiah's Fourth Servant Song». Journal of Biblical Literature. 122: 734–43.
- ——— (2008). «Creation in Genesis 1:1–2:3 and the Ancient Near East: Order out of Disorder after Chaoskampf». Calvin Theological Journal. 43: 48–63.